# Neverwinter Nights (videójáték, 2002)
A Neverwinter Nights egy szerepjáték, melynek fejlesztője a BioWare, kiadója pedig az Atari. Eredetileg az Interplay Entertainment adta volna ki, de pénzügyi problémák miatt megváltozott a helyzet. 2002. június 18-án jelent meg a Windows operációs rendszer alá. 2003 júniusában a BioWare egy ingyenes linuxos változatot is megjelentetett, futtatásának feltétele a játék birtoklása volt. 2003 augusztusában a Mac OS X rendszer alá is elérhetővé vált a MacSoft jóvoltából.
A Neverwinter Nights játék a Forgotten Realms fantáziavilágában játszódik, játékmechanikája a Dungeons & Dragons 3. kiadásának szabályain alapul. A grafikus motor egy Internet-alapú modell köré épült, hogy lehetővé tegye a sokszereplős online játékot, a szervereket pedig maguk a játékosok futtathassák. A cél egy akár végtelen többszereplős játékrendszer megalkotása volt. A játék az eredeti Neverwinter Nights online játék után kapta nevét, amely az első grafikus MMORPG volt, és 1991 és 1997 között futott az AOL hálózatán.
A Neverwinter Nights eredeti kiadása tartalmazta a játékmotort, egy játékmodult, amelyet egyszereplős vagy többszereplős módban is lehetett játszani a Windows rendszeren, és az Aurora eszköztárat, amellyel az azonos grafikus motoron futtatható egyéni tartalmakat lehetett készíteni. Később három kiegészítő jelent meg a játékhoz: 2003 júniusában a Shadows of Undrentide, 2003 decemberében a Hordes of the Underdark, 2004 novemberében pedig a Kingmaker. 2004 végén a BioWare prémium modulokat kezdett el árulni egy online bolton keresztül. A játék sikere egy folytatás, a Neverwinter Nights 2 kiadásához vezetett, amely 2006. október 31-én jelent meg.

## Leírás
A Neverwinter Nights eredeti története a hivatalos modulként ismert. Nagyjából hatvan órányi játékidőt tartalmaz. Egy játékos karakter fejlődését állítja középpontba, aki kalandjain keresztül végül a történet hősévé válik. A karakternek le kell győznie egy hatalmas szektát, egy járvány megfékezéséhez össze kell gyűjtenie négy reagenst, végül pedig meg kell hiúsítania egy támadást Téltelen városa ellen, amely a Faerûn-i Kardparton, a Dungeons & Dragons szerepjáték Forgotten Realms nevű világában található. A hivatalos modul első és utolsó fejezetei Téltelen városában játszódnak, a hosszú középső rész során azonban a karakternek a környező vidékre is el kell látogatnia, majd északra kell utaznia Luskan városába. Az út során számos opcionális mellékküldetés válik elérhetővé.

## Történet
A történet kezdetén a karakternek Lady Aribeth irányítása alatt négy teremtményt (driád, agyfaló, Yuan-ti, cockatrice) kell összegyűjtenie, amelyek együttesen vízmélyi lények néven ismertek, és a Sikító Halál nevű járvány ellenszeréhez szükségesek, amely Téltelen városán végigsöpörve karanténok felállítását kényszerítette ki. Fenthick Moss-nak, Aribeth szerelmének, és Desther-nek, Fenthick barátjának segítségével a karakter sikerrel jár. A lények összegyűjtése során rejtélyes orgyilkosok támadnak rá, akiket az a szekta küldött, amely a járvány elterjedésének hátterében áll.
Az ellenszer elkészítése közben Téltelen kastélyát Desther csatlósai támadják meg, aki elárulta a hősöket. Desther magához veszi a kész ellenszert, majd a karakterrel és Fenthick-kel a sarkában elmenekül a kastélyból. Miután beérik, Desther egy rövid csata után megadja magát. Desther-t máglyahalálra, Fenthick-et pedig, annak ellenére, hogy nem tudott Desther céljairól, akasztásra ítélik.
A karakter találkozik Aribeth-szel, és elkezdik felkutatni a szektát, amely felelős volt a járványért és a Téltelen elleni támadásért. Aarin Gend, a télteleni mesterkém segítségével a karakter halott szektatagok naplóit, valamint egy Maugrim nevű személy leveleit keríti elő, amelyek arra a meggyőződésre juttatják Aribeth-et, hogy a szekta főhadiszállása Luskan városában található. Aribeth Luskan felé veszi az irányt, a karakter pedig, miután beszélt Gend-del, követi.
Miután Luskan-ba érkezett, a karakter pletykákat hall arról, hogy Aribeth csatlakozott a szektához. Félelmei megerősítést nyernek, mikor Aribeth-re Maugrim és Morag, az Öregek királynőjének társaságában talál. Néhány mágikus relikvia után kutatnak, amelyek a Hatalom Szavai néven ismertek.
A karakter a Hatalom Szavai közül mindet megtalálja, kivéve a szekta birtokában lévőt. Felfedezi, hogy kaput nyitnak egy zsebvilágba a Forráskőn belül, ahol Morag és a többi Öreg tanyáznak. A karakter szembekerül Aribeth-szel, és attól függően, hogy hogyan kezeli a helyzetet, meg kell ölnie, vagy a nő megadja magát. A karakter megküzd Maugrim-mal az utolsó Szó birtoklásáért, majd a Szót felhasználva belép a Forráskőbe és csatát vív Moraggal. Morag halála után elmenekül a Kőből, mivel a benne lévő világ felrobban.

### Eredeti történet
Egy, a Neverwinter Nights 2 Vault oldalon 2008. június 4-én kelt bejegyzés információkat tartalmazott a Neverwinter Nights eredeti leírásáról. A Neverwinter Nights vezető designere, Rob Bartel, a BioWare fórumain megerősítette, hogy a "játék tervezetéből származó kivonatok" nem hamisítványok. Amikor arról kérdezték, hogy a terveket időbeli megszorítások miatt módosították-e, különféle jogi nehézségekre hivatkozott, amikkel a cégnek meg kellett küzdenie.

## Játékmenet
Az asztali Dungeons & Dragons szerepjátékhoz hasonlóan a játék egy új karakter megalkotásával veszi kezdetét. A játék lehetőséget nyújt arra, hogy a játékos előre gyártott karakterek közül válasszon, vagy maga alkosson egyet. Panelek sorozatán keresztül lehet kiválasztani a karakter nemét, faját, kasztját, jellemét, tulajdonságait, képességeit, készségeit, játékbeli kinézetét és nevét. A folyamat nagymértékű testreszabhatóságot tesz lehetővé. A karakter lehet például vándor (kósza) vagy gyógyító (pap), majd választhat olyan képességeket és készségeket, amik jól működnek e kasztokkal a játék során.
Egy rövid bevezetőn kívül az eredeti játék négy fejezetet tartalmaz, amelyek mindegyike a történet fonalát követi. Mindegyik fejezet számos küldetést, alküldetést és melléktörténetet tartalmaz. A teljesített küldetések és a karakter birtokában lévő egyedi tárgyak függvényében néhány történetszál az egész játékon keresztül halad, mint például a csatlósok vagy Aribeth története. Ha sok mellékküldetést teljesít, a karakter több tapasztalatot és egyedi tárgyat kap, ezáltal gyorsabban fejlődhet, illetve könnyebbé válik a játék, ahogy halad előre. A fejlesztések a tapasztalati pontok gyűjtésével elért szintlépések formájában jelennek meg, mivel a játékos minden szinten választhat néhány újat a karakter számára.
A játékmechanika a Dungeons & Dragons 3. kiadásának szabályrendszerén alapul, így a legtöbb cselekmény - mint a harc vagy a képességhasználat - eredményét véletlenszerűen határozzák meg kockadobások. Egy harcos támadásakor például a számítógép egy 20 oldalú kockával "dob" (amit a játékban d20-nak hívnak), hogy eldöntse, hogy eltalálja-e a célpontot. Siker esetén újabb dobás következik a kiosztott sebzés megállapítására - minél erősebb egy fegyver, annál nagyobb sebesülés okozására képes, annál több oldalú kockán alapul sebzése. Habár szinte minden cselekmény kimenetele kockadobásokon alapul, ezeket a játékos nem látja, mivel a számítás a háttérben zajlik. Lehetőség van azonban arra, hogy az eredmény megjelenítődjön.
A játékos szinte teljes egészében irányíthatja a játékot az egérrel.

## Többszereplős játék
A Neverwinter Nights-ot erős többszereplős tartalma választja el a korábbi Dungeons & Dragons játékoktól, mivel számtalan különböző szerveren valósulhat meg a játék. A hardvertől és a sávszélességtől függően mindegyik szerver hatvankilenc játékos, valamint a játékot irányító kalandmesterek támogatására képes. A modulok témája és műfaja igencsak eltérő, léteznek állandó világok (amelyek MUD-okhoz hasonlóak), arénák (játékos játékos ellen modulok), szexuális szerepjátéknak szentelt szerverek, és chatszobákhoz hasonló egyszerű társasági összejövetelek. A BioWare megköveteli az állandó világok ingyenességét, leginkább szerzői jogi okok miatt.
Mivel a támogatott GameSpy rendszert leszámítva a Neverwinter Nights nem rendelkezik kiterjedt chat funkcióval, a játékosok általában spontán játékokhoz csatlakoznak a többszereplős kezelőfelületen keresztül, vagy előre megtervezik a játékot barátaikkal. Az összekötő oldalak megkönnyíthetik a játék tervezését, az élmény pedig nagyban hasonlít a hagyományos asztali szerepjátékok által nyújtottra. Az állandó világok, azáltal, hogy arra ösztönzik a játékosokat, hogy látogassák meg weboldalukat, és ott folytassák a szerepjátékot, nagy terhet vesznek le a játékosok vállairól.
A Neverwinter Nights egyik fontos eleme a kalandmesteri kliens: egy eszköz, ami lehetővé teszi a játékos számára, hogy a kalandmester szerepébe bújjon, aki útmutatást nyújt a játékosoknak a történet folyamán, és irányítja a szervert. Egyes korábbi játékok - mint a Vampire: The Masquerade - Redemption, amely a White Wolf Publishing kiadó szabálykönyvein alapult - bizonyos korlátok között már használtak hasonló eszközöket. Megjelenésekor a Neverwinter Nights eszköze számított az első valóban sikeresnek a hasonlók közül. A kalandmesteri kliens lehetővé teszi, hogy a játékosok általános kalandmodulokban vegyenek részt, az állandó világokat futtató szerverek pedig sikeresek legyenek, mégpedig azáltal, hogy a kalandmester játék közben nemjátékos karaktereket irányíthat, növelve a realizmust és rugalmasságot. A kalandmesteri kliens azt is lehetővé teszi, hogy a felhasználó szörnyek és nemjátékos karakterek tömegeit teremtse meg és irányítsa, hasonlóan egy valós idejű stratégiai játékhoz.

## Egyedi tartalom
A Neverwinter Nights tartalmazza az Aurora eszköztárat, amivel a játékosok egyedi modulokat készíthetnek. Ezek lehetnek többszereplős világok, egyszereplős kalandok, karakter trénerek vagy technológiai demók. Számos harmadik féltől származó eszköz még tovább bővítette a lehetőségeket az egyedi tartalmak elkészítéséhez. 2002 végén már több mint 1000 egyedi kaland állt a játékosok rendelkezésére.
A Neverwinter Nights közösségben az egyedi tartalmak készítőit építőknek nevezik. Az Aurora eszköztár segítségével az építők négyszög-rendszeren alapuló térképeket készíthetnek. A helyszín megjelenése és textúrái a kiválasztott négyszögkészleten alapulnak. Az építők tárgyakat is elhelyezhetnek a helyszínen, valamint jelenetek, küldetések, minijátékok és párbeszédek futtatására használhatják az NWScript-et, a játék beépített szkriptelési eszközét, amely a C programozási nyelven alapul.
A harmadik féltől származó eszközök lehetővé teszik, hogy az építők egyedi tartalmakat hozzanak létre a játék legtöbb aspektusához, az új játszható fajoktól és kasztoktól kezdve új négyszögkészletekig, szörnyekig és felszerelésekig. Az egyedi tartalmak úgynevezett hakpak-ek formájában kerülnek a játékba. Az építők az Aurora eszköztár és a hakpak-ek kombinálásával az eredeti modult meghaladó játékélményt teremtettek. Az Aurora eszköztár máig futó állandó világok elkészítését is lehetővé tette.
A játék kora ellenére a Neverwinter Nights egyedi tartalmait használó közösség ma is aktív. Leginkább a Neverwinter Vault oldalon tevékenykednek, és több mint 4000 modult készítettek a játékhoz, köztük számos díjnyertes kalandot és sorozatot is, mint amilyen a Dreamcatcher.
A játék Linuxra és Macintosh-ra kiadott változataihoz nem elérhető az Aurora eszköztár. A neveredit nevezetű, nyílt forráskódú projekt célja ennek megvalósítása. A játék modulkészítő hagyományait a Neverwinter Nights 2 is folytatta.

## Fogadtatás
A Neverwinter Nights általában pozitív fogadtatásra lelt, a Metacritic szerint "általános sikert" aratott. A GameSpot szerint "azon ritka játékok egyike, amelyek szó szerint mindenkinek sokat tudnak nyújtani, még akkor is, ha az illetőt nem érdeklik a szerepjátékok", továbbá története, grafikája és az Aurora eszköztár miatt is dicsérte. A PC Gamer US forgalmazásában "lehengerlő csomag - klasszikus PC játék", szerintük "története annyira magával ragadó, mint más fantasy szerepjátékoké". A New Straits Times újságírója, Chris Chan szerint "a Neverwinter Nights minden szerepjátékos vágyálma". Az Allgame szerint a játék története "unalmas" és "középszerű". A The Wisconsin State Journal írója, Mark Meadows hasonló véleménynek adott hangot, szerinte a játék túlságosan is a technikai részletekre koncentrál. A Knight Ridder/Tribune News Service újságírója, Victor Godinez nem foglalkozott a körökre osztott harcrendszerrel, a közvetlen irányítást preferálta. Véleménye szerint az irányítás néha nehézkes volt.
A GamePro szerint a játék grafikája "gyönyörű", zenéje "párját ritkító", a GameZone pedig hasonlóan dicsérte a játék látványát, kiemelve a csaták animációit és a varázslatok effektusait. A GameSpy nem volt annyira elragadtatva a grafikától, szerintük "A játék legnagyobb, és talán egyetlen kiemelkedő hibája a grafikája. Látszik, hogy öt éven át fejlesztették[...]"; dicsérték viszont a szereplők hangjait és a zenét. Godinez egyetértett, szintén tetszett neki a játék hangvilága, különösen a városi barangolások során a háttérben hallható beszélgetésfoszlányok.
Az Allgame dicsérte a kalandmesteri eszköztárat, "meggyőzőnek" nevezte a modulkészítési opciókat, és "nagyszerűnek" a többjátékos lehetőségeket. A GamePro véleménye szerint a Neverwinter Nights áll a legközelebb a számítógépes játékok közül a teljes Dungeons & Dragons szabályrendszer reprezentálásához, amit a GameSpot kritikusa, Greg Kasavin is megerősített, aki szerint "a Neverwinter Nights nem az első Dungeons & Dragons-os számítógépes játék, ami az asztali szerepjáték 3. kiadásának szabályait alkalmazza, de az első, amelyik ilyen jól teszi azt.". A GameZone véleménye szerint az Aurora eszköztár a játék egyik "legkiemelkedőbb része". A Washington Post újságírója, John Breeden II szerint az eszköztár "a legokosabb dolog volt, amit a Bioware létrehozhatott". Hozzátette, hogy később általánosabbá vált a hasonló eszközöknek a játékosok kezébe helyezése, de a játék megjelenésekor merész döntés volt. Chan szerint "az Aurora eszköztárral megalkothatod álmaid világát".
A Newsweek magazinnál dolgozó Peter Suciu szerint a Neverwinter Nights "valószínűleg minden idők leggazdagabb számítógépes fantasy élménye". A GameSpy véleménye szerint "a Neverwinter hozzájárulása a D&D játékhoz mindig vitatott téma, viták forrása".

## Kiegészítők

### Hivatalos kiegészítők
A Shadows of Undrentide (SoU) 2003 júniusában jelent meg. Öt presztízskasztot, tizenhat új lényt (közülük kettő familiárisként is elérhetővé vált), három új négyszögkészletet, több mint harminc új készséget és több mint ötven új varázslatot tartalmazott, valamint további szkriptelési lehetőségeket az Aurora eszköztárat használók számára. A kiegészítő egy tanuló történetét követi nyomon, akit néhány ellopott mágikus tárgy visszaszerzésével bíznak meg. A történet az Ezüst Mocsarak területén veszi kezdetét, majd az Anauroch sivatagban, és a Netheril Birodalomhoz tartozó Undrentide ősi városában folytatódik.
A Hordes of the Underdark (HotU) 2003 decemberében jelent meg. Az elérhető maximális szintet 40-re emelte, elérhetővé tett néhány varázslatot és tárgyat a hasonló szintű karakterek számára, valamint új négyszögkészleteket, presztízskasztokat, készségeket és képességeket vezetett be, illetve kompatibilissé tette a játékot az Intel Pentium 4 processzorral, amit a korábbi változatok nem támogattak. A történet egy legalább 15. szintű karakterrel ott folytatódott, ahol a Shadows of Undrentide véget ért, és a Mélysötét néven ismert kiterjedt földalatti világban játszódott. Az első fejezet a Vízmély városa alatti Hegymélye kazamatarendszerében játszódott.
A Kingmaker 2004 novemberében jelent meg, és három prémium modult tartalmazott: a díjnyertes Kingmaker-t, a Shadowguard-ot és a Witch's Wake-et.

### Közösség által készített kiegészítők
Az Atari és a Bioware segítséget nyújtott az ingyenesen letölthető hakpak-ek, modellek és négyszögkészletek népszerűsítéséhez és megjelentetéséhez, ami jelentősen kibővítette a kiegészítők gyártásának lehetőségeit.
A Players Resource Consortium (PRC) néven ismert hakpak-gyűjtemény 2003 decemberében jelent meg, és kasztokat, fajokat, képességeket és varázslatokat adott a játékhoz. Nagyjából háromszor annyi presztízskasztot tartalmazott, mint az eredeti játék. Több tucatnyi epikus varázslatot és számtalan általános varázslatot is elérhetővé tett, amelyek jobban kihasználták a Bioware Aurora motorját. Bevezette a pszionikus képességeket is.
A Community Expansion Pack (CEP) 2004 márciusában jelent meg, és a Neverwinter Nights közössége által alkotott egyedi tartalmakon alapult. Az ingyenesen letölthető kiegészítőt a közösség tagjai állították össze. Egy nagyméretű hakpak formájában kombinált bizonyos korábban megjelent egyedi tartalmakat.

### Prémium modulok
2004 végén a BioWare útnak indította online boltját, és elkezdte árulni az úgynevezett "prémium modulokat" a digitális értékesítési programjának részeként. A kezdeményezést a BioWare Live Team vezető designere, Rob Bartel vezette. Ezek a rövidebb kalandok új történeteket tartalmaztak, valamint zeneszámokat és grafikákat, amiket a BioWare később patch-ek formájában az alapjátékba is integrált.
A BioWare szerint a prémium modulok eladásából származó bevétel a rajongói közösség, valamint a folyamatban lévő frissítések és fejlesztések támogatására szolgált. A BioWare boltjában árult modulok aktív internetkapcsolatot igényelnek, még egyjátékos módban is. Kivételt a Kingmaker kiegészítőben található modulok jelentenek, viszont ezek csak Windows alá elérhetőek. A Neverwinter Nights Diamond Edition-höz mellékelt modulok futtatásához nem szükséges internetkapcsolat.
2009 augusztusától a BioWare nem árulja többé a prémium modulokat az Atari kérése miatt. Az Atari egyelőre nem nyújtott más módszert beszerzésükhöz.
2011. június 16-án az NWN DRM-hitelesítési szervere ideiglenesen elérhetetlenné vált, ami az Electronic Arts reakciója volt arra, hogy az NWN boltja hackertámadás áldozata lett, és felhasználói adatokat loptak el. A BioWare boltjában vásárolt prémium modulok ezalatt játszhatatlanná váltak, mivel nem tudtak csatlakozni a szerverhez a vásárlás hitelesítése céljából, a DRM-mentes modulok viszont játszhatóak maradtak. Az ideiglenes zavar pontos időtartama még nem ismert.
A Kingmaker, Shadowguard és Witch's Wake modulokat a Diamond Edition kiadás részeként árulták. Az Infinite Dungeons, Pirates of the Sword Coast és Wyvern Crown of Cormyr modulok csak DRM-el voltak elérhetőek.
- Kingmaker - 2004 novemberében a BioWare bejelentette első prémium modulját, ami később megkapta az 'Év számítógépes szerepjátéka' díjat az Academy of Interactive Arts & Sciences-től.[26] A modulban a karakternek le kell győznie a Cyan Erődjében lakozó gonoszt, és el kell nyernie a trónt.
- ShadowGuard - Ben McJunkin, a közösség tagja készítette, és egy új világot, Abaron-t tartalmaz, valamint egy történetet, amely a karakter kalandjaira és egy titkos Shadowguard csoporttal való kapcsolatára fókuszál.
- Witch's Wake - Rob Bartel azonos nevű, népszerű történet-orientált moduljának újragondolt változata új alfajokat, zeneszámokat és profi szinkronhangokat is tartalmazott. Egy férfi történetét követi nyomon, aki elveszti emlékeit, és egy csatatéren tér magához. A Witch's Wake II: The Witch Hunters nevű folytatás fejlesztése végül leállt.
- Pirates of the Sword Coast - 2005 júniusában a BioWare egy új prémium modul közelgő kiadását jelentette be. A történet Téltelen városában veszi kezdetét, és egy hosszú, hajózással és kalózkodással teli kalandhoz vezet.
- Infinite Dungeons - 2006 májusában a BioWare a Vízmély alatti Hegymélyén játszódó modult jelentetett meg. A legfontosabb elem a véletlenszerűen generált kazamatarendszerek sorozata, amelyek bármilyen szintű karakternek kihívást nyújtanak. Egy- és többszereplős módban is játszható. Azt az elemet kivéve, hogy a játékos karaktere újraéleszthető, a modul nagyon hasonlít egy háromdimenziós roguelike játékhoz.
- Wyvern Crown of Cormyr - 2006 szeptemberében a BioWare egy újabb prémium modult jelentett be. Tartalmazott megülhető lovakat, lengő köpenyeket, lovagi köntösöket és hosszú kabátokat, egy új presztízskasztot (a Lila Sárkány Lovagja), valamint számos új grafikai elemet, lényt és négyszögkészletet.

### Poszt-prémium modulok
A prémium modulokat egy idő után nem folytatták. Három darab még fejlesztés állt a leállás előtt. Kettő ingyenesen letölthetővé vált, míg a harmadik, a Witch's Wake tervezett folytatása, soha nem jelent meg.
- Hex Coda - 2005. május 15-én Stefan Gagne elérhetővé tette a Hex Coda-t, az első leállított fejlesztésű prémium modult a Neverwinter Vault oldalon. A történet fantasy és science fiction elemeket kombinált, a karakternek pedig egy Cathedral nevezetű multinacionális cég mesterkedéseivel gyűlt meg a baja. A folytatás készülőfélben volt, de végül leállították a fejlesztését.
- Darkness over Daggerford - 2006 augusztusában az Alan Miranda - korábbi BioWare producer - vezette Ossian Studios Inc. elérhetővé tette a második modult a Neverwinter Vault oldalon. A történet Tőrgázló környékén játszódik, és méreteit tekintve a Baldur's Gate 2-höz hasonlították. A karakterek 8. szinten kezdenek. A modul (az eredeti játékhoz hasonlóan) bevezető animációt is tartalmaz, valamint egy világtérképet. A Darkness over Daggerford félhivatalos kiegészítői státuszát megerősítette a fejlesztők következő játéka, a Neverwinter Nights 2-höz kiadott Mysteries of Westgate is, amely már valóban hivatalos volt.

## Változatok, kiadások, újrakiadások
Az Atari az eredeti, 2002-es kiadást követően további változatokat is megjelentetett az alábbiak szerint:
- Neverwinter Nights: Gold (2003), tartalmazta a Shadows of Undrentide kiegészítőt is.
- Neverwinter Nights: Platinum (2004) (Európában: Neverwinter Nights: Deluxe Edition néven), tartalmazta a Shadows of Undrentide és Hordes of the Underdark kiegészítőket.
- Neverwinter Nights: Diamond (Európában: Neverwinter Nights Deluxe: Special Edition néven), tartalmazta a Platinum kiadás elemeit, valamint a Kingmaker kiegészítőt.

Az Atari a következő gyűjteményekben is megjelentette a játékot, valamint két kiegészítőjét:
- Atari Collection: Rollenspiele (2005)
- Neverwinter Nights 2: Lawful Good Edition (2006)
- Neverwinter Nights 2: Chaotic Evil Edition (2006)
- Ultimate Dungeons & Dragons (2006); Rollenspiele: Deluxe Edition (2007)
- Neverwinter Nights 3-Pack (2007)
- Neverwinter Nights: The Complete Collection (2011), tartalmazta a Neverwinter Nights 2-t és kiegészítőit is.

2010-től a Diamond kiadás elérhetővé vált a Good Old Games online boltján keresztül is.

## Jogi ügyek
A Neverwinter Nights eredeti megjelenése óta számos játékbeli portrét módosítottak patch-ek részeként, mivel külső forrásokból származtak. A kanadai Vöröskereszt amiatt panaszkodott, hogy a Vöröskereszt szimbóluma megjelent a játékbeli "gyógycsomag" tárgyon, a szimbólum használatáról való lebeszélés hosszútávú folyamatának részeként. Emiatt a szimbólum patch-ek útján eltávolításra került a tárgyról.

## Hagyaték
A Star Wars világán alapuló szerepjátékot, a Star Wars: Knights of the Old Republic-ot szintén a BioWare adta ki a Neverwinter Nights-hoz használt Aurora motor erősen módosított változatára építve. A folytatás, a Star Wars: Knights of the Old Republic II: The Sith Lords szintén a motor módosított változatát használta. Emiatt a modkészítők képesek voltak módosítani a játékokon a Neverwinter Nights eszközkészletével. A lengyel CD Projekt RED szerepjátéka, a Witcher szintén az Aurora motort használja. Fejlesztését részletesen nyilvánosságra hozták az NWN közösségének körében. Végül, a BioWare arra is felhasználta a Neverwinter Nights-ot és eszközkészletét, hogy különféle helyszínek és események vázlatait és terveit készítse el a Dragon Age: Origins játékhoz.

### Folytatások
A Neverwinter Nights folytatását, a Neverwinter Nights 2-t az Obsidian Entertainment készítette, akik hosszú ideje kapcsolatban álltak a BioWare-el. A BioWare szerint azért következett be változás a fejlesztők terén, mert ők maguk más címekkel, például a Mass Effect-tel és a Dragon Age: Origins-szel foglalkoztak. A Neverwinter Nigts 2 2006 novemberében került a boltok polcaira.
2010. augusztus 23-án az Atari bejelentette, hogy a Cryptic Studios a Neverwinter-en, egy online szerepjátékon dolgozik, amely R. A. Salvatore azonos nevű könyvsorozatán alapul. A Wizards of the Coast tulajdonában lévő Dungeons & Dragons szabályrendszeren alapul, és a címadó városban játszódik. 2013 júniusában jelent meg.

### Felhasználás oktatási célokra
A Neverwinter Nights-ot számtalan felsőoktatási intézmény és egyetem használta fel oktatási célokra. Az Egyesült Királyságban található West Nottinghamshire College kulcskészségek fejlesztésére használja, valamint a kódolás megértetésére az információs technológiát tanuló leendő designerek számára. 14 éves korú tanulóktól egészen felnőttkorúakig használja. Az Indiana University Synthetic Worlds Initiative csoportja az Arden: World of William Shakespeare megalkotására használta, amellyel interaktív módon lehet felfedezni Shakespeare drámai történetét III. Richárdról és a rózsák háborújáról. Az ausztráliai Macquarie University szintén felhasználta a játékot és eszközkészletét. A University of Alberta olyan számítógépes játék design kurzust kínál, amely a Neverwinter Nights-ot és az Aurora eszközkészletet használja oktatásra és a projektek során. A University of Minnesota leendő újságíróknak tanítja az információgyűjtést új eseményekkel kapcsolatban a játék segítségével, egy módosított, modern helyszínt felhasználva, tanúk kikérdezését és könyvtári adatgyűjtést is lehetővé téve. A módosított játékot a tanulók párosával futtatják, és egy vonatszerencsétlenséggel kapcsolatban nyomoznak, amelynek során mérgező anyag szabadult el.

## Fordítás
Ez a szócikk részben vagy egészben  a   Neverwinter Nights című angol Wikipédia-szócikk ezen változatának fordításán alapul.  Az eredeti cikk szerkesztőit annak laptörténete sorolja fel. Ez a jelzés csupán a megfogalmazás eredetét és a szerzői jogokat jelzi, nem szolgál a cikkben szereplő információk forrásmegjelöléseként.